# Daptonema biggi
Daptonema biggi is een rondwormensoort uit de familie van de Xyalidae. De wetenschappelijke naam van de soort is voor het eerst geldig gepubliceerd in 1965 door Gerlach.